# Nesta Carter
Nesta Carter (* 10. November 1985) ist ein jamaikanischer Sprinter. Er ist Weltmeister und Olympiasieger mit der Staffel.

## Karriere
Mit einer Zeit von 10,11 s über 100 Meter, gelaufen am 23. Juni 2007 in Kingston, qualifizierte sich Carter für die Weltmeisterschaften in Osaka. Dort schied er zwar im Halbfinale des Einzelbewerbs aus, gewann aber mit der jamaikanischen 4-mal-100-Meter-Staffel die Silbermedaille.
Am 22. Juli 2008 blieb er in Stockholm mit 9,98 s zum ersten Mal unter zehn Sekunden. Bei den Olympischen Spielen in Peking war er nur in der Staffel am Start. Der Sieg und die Goldmedaille wurden der jamaikanischen Mannschaft um Michael Frater, Usain Bolt und Asafa Powell im Januar 2017 vom IOC aberkannt, nachdem Startläufer Carter bei Nachtests des Dopings mit Methylhexanamin überführt worden war.
Seine persönliche Bestleistung über 100 Meter liegt bei 9,78 s, aufgestellt am 29. August 2010 in Rieti. Am 4. Juni 2011 lief er in Eugene 9,92 s und sicherte sich dort den dritten Platz. Bei dem Memorial Van Damme am 16. September überquerte er nach 9,89 s das Ziel und stand als Zweiter hinter Usain Bolt auf dem Podest.
Bei den Weltmeisterschaften 2011 in Daegu erreichte er das Finale über 100 Meter und wurde mit einer Zeit von 10,95 s Siebter. Zusammen mit Michael Frater, Yohan Blake und Usain Bolt gewann er bei diesen Weltmeisterschaften im 4-mal-100-Meter-Staffelwettbewerb die Goldmedaille. Die jamaikanische Staffelmannschaft stellte dabei mit einer Zeit von 37,04 s einen neuen Weltrekord auf.
Bei den Hallenweltmeisterschaften 2012 in Istanbul lief er im Finale über 60 Meter mit 6,54 s auf den zweiten Platz. Für die Olympischen Spiele in London konnte er sich bei den Jamaican Trials nicht qualifizieren. Über 100 Meter kam er mit 10,01 s auf den sechsten Platz, über 200 Meter reichten 20,45 s nur für Position fünf. Dennoch wurde er für die jamaikanische Staffelmannschaft nominiert. In London gewann er mit Usain Bolt, Yohan Blake und Michael Frater Gold und stellte mit 36,84 s gleichzeitig einen neuen Weltrekord auf. Er profitierte dabei von einer Verletzung Asafa Powells, der ursprünglich als Läufer vorgesehen war.
Am 17. August kam er bei der DN Galan in Stockholm hinter Ryan Bailey mit 10,06 s auf den zweiten Platz. Bei seinem Sieg in Dubnica nad Váhom zeigte er sich mit 10,01 s in guter Verfassung für das Saisonfinale, bei der Weltklasse Zürich lief er dann mit 9,95 s auch auf den zweiten Platz.
Am 21. Juni 2013 verpasste er bei den jamaikanischen Meisterschaften als Vierter über 100 Meter die Qualifikation für die Weltmeisterschaften in Moskau. Da der verletzte Titelverteidiger Yohan Blake seine Wildcard nicht nutzen konnte, erhielt sie Bolt – der bei den Trials siegte – als Sieger der Diamond League 2012, womit Carter nachrückte und den vierten jamaikanischen 100-Meter-Startplatz zugesichert bekam. In Birmingham gewann er am 30. Juni mit 9,99 s. Am 13. Juli 2013 siegte er in Madrid vor Rakieem Salaam mit der zweitschnellsten Zeit des Jahres: 9,87 s. Kurz darauf tauchten bei mehreren jamaikanischen Teamkollegen positive Dopingproben auf. Carter wurde ebenfalls verdächtigt, was sich, nachdem sein Agent Adrian Laidlaw dies dementiert hatte, aber als Falschmeldung herausstellte.
Bei den Weltmeisterschaften gewann er erst mit Bronze in 9,95 s seine erste Einzelmedaille und später zum zweiten Mal nach Daegu Staffelgold.
Bei dem ersten der beiden Diamond-League-Finals, in Zürich, belegte er mit 10,01 s den sechsten Platz, in Brüssel wurde er zum Abschluss der Saison in 9,94 s Dritter.
Mit dem Ziel, eine Goldmedaille bei den Hallenweltmeisterschaften zu holen, startete Carter 2014 mit 60-Meter-Läufen in die Saison. Bei einem Freiluftmeeting in Jamaika lief er 6,52 s und bei dem prestigeträchtigen Birminghamer Indoor-Wettkampf wurde er im Finale mit 6,53 s Zweiter.
Nach einem auf Clomifen positiven Dopingtest wurde Carter 2021 für vier Jahre gesperrt.

## Statistiken
| Windlegale 100-Meter-Zeiten unter 10 Sekunden (Maximal legaler Wind = 2 m/s) \| Zeit (s) \| Wind (m/s) \| Datum \| Ort \| \| -------- \| ---------- \| ------------- \| ---------- \| \| 9,78 \| 0,9 \| 29. Aug. 2010 \| Rieti \| \| 9,85 \| 0,1 \| 27. Aug. 2010 \| Brüssel \| \| 9,86 \| 1,0 \| 8. Aug. 2010 \| Nottwil \| \| 9,87 \| 1,8 \| 13. Juli 2013 \| Madrid \| \| 9,89 \| 1,3 \| 16. Sep. 2011 \| Brüssel \| \| 9,90 \| 1,0 \| 22. Juli 2011 \| Monaco \| \| 9,91 \| 2,0 \| 20. Sep. 2009 \| Shanghai \| \| 9,92 \| 1,3 \| 4. Juni 2011 \| Eugene \| \| 9,93 \| 0,4 \| 10. Juli 2011 \| Birmingham \| \| 9,94 \| 0,6 \| 6. Sep. 2013 \| Brüssel \| \| 9,95 \| −0,3 \| 11. Aug. 2013 \| Moskau \| \| 9,95 \| −0,1 \| 23. Aug. 2012 \| Lausanne \| \| 9,95 \| 1,4 \| 30. Aug. 2012 \| Zürich \| \| 9,95 \| 1,5 \| 29. Juni 2012 \| Kingston \| \| 9,96 \| 0,1 \| 22. Aug. 2010 \| Berlin \| \| 9,97 \| −0,5 \| 21. Juni 2013 \| Kingston \| \| 9,97 \| −0,2 \| 11. Aug. 2013 \| Moskau \| \| 9,98 \| 0,2 \| 2. Sep. 2008 \| Lausanne \| \| 9,98 \| 0,6 \| 24. Juni 2011 \| Kingston \| \| 9,98 \| 1,0 \| 22. Juli 2008 \| Stockholm \| \| 9,98 \| 0,2 \| 2. Sep. 2008 \| Lausanne \| \| 9,99 \| 0,2 \| 26. Juli 2013 \| London \| \| 9,99 \| 1,0 \| 30. Juni 2011 \| Lausanne \| \| 9,99 \| 0,8 \| 30. Juni 2013 \| Birmingham \| \| 9,99 \| 1,2 \| 10. Mai 2013 \| Doha \| |            |               |            |
| Zeit (s) | Wind (m/s) | Datum         | Ort        |
| 9,78 | 0,9        | 29. Aug. 2010 | Rieti      |
| 9,85 | 0,1        | 27. Aug. 2010 | Brüssel    |
| 9,86 | 1,0        | 8. Aug. 2010  | Nottwil    |
| 9,87 | 1,8        | 13. Juli 2013 | Madrid     |
| 9,89 | 1,3        | 16. Sep. 2011 | Brüssel    |
| 9,90 | 1,0        | 22. Juli 2011 | Monaco     |
| 9,91 | 2,0        | 20. Sep. 2009 | Shanghai   |
| 9,92 | 1,3        | 4. Juni 2011  | Eugene     |
| 9,93 | 0,4        | 10. Juli 2011 | Birmingham |
| 9,94 | 0,6        | 6. Sep. 2013  | Brüssel    |
| 9,95 | −0,3       | 11. Aug. 2013 | Moskau     |
| 9,95 | −0,1       | 23. Aug. 2012 | Lausanne   |
| 9,95 | 1,4        | 30. Aug. 2012 | Zürich     |
| 9,95 | 1,5        | 29. Juni 2012 | Kingston   |
| 9,96 | 0,1        | 22. Aug. 2010 | Berlin     |
| 9,97 | −0,5       | 21. Juni 2013 | Kingston   |
| 9,97 | −0,2       | 11. Aug. 2013 | Moskau     |
| 9,98 | 0,2        | 2. Sep. 2008  | Lausanne   |
| 9,98 | 0,6        | 24. Juni 2011 | Kingston   |
| 9,98 | 1,0        | 22. Juli 2008 | Stockholm  |
| 9,98 | 0,2        | 2. Sep. 2008  | Lausanne   |
| 9,99 | 0,2        | 26. Juli 2013 | London     |
| 9,99 | 1,0        | 30. Juni 2011 | Lausanne   |
| 9,99 | 0,8        | 30. Juni 2013 | Birmingham |
| 9,99 | 1,2        | 10. Mai 2013  | Doha       |

## Persönliche Bestleistungen
| Disziplin | Zeit (s) | Ort                        | Datum            |
| --------- | -------- | -------------------------- | ---------------- |
| 50 m      | 5,67     | New York, USA              | 28. Januar 2012  |
| 60 m      | 6,49     | Birmingham, Großbritannien | 18. Februar 2012 |
| 100 m     | 9,78     | Rieti, Italien             | 29. August 2010  |
| 200 m     | 20,25    | Kingston, Jamaika          | 7. Mai 2011      |

## Auszeichnungen
- 2008: „Weltmannschaft des Jahres“ – 4-mal-100-Meter-Staffel mit Usain Bolt, Michael Frater und Asafa Powell (La Gazzetta dello Sport)